# Mathias Norsgaard
Mathias Sunekær Norsgaard (født Norsgaard Jørgensen; 5. maj 1997 i Silkeborg) er en dansk cykelrytter, som kører for det professionelle cykelhold Movistar Team.
Han inspirerede sin lillesøster Emma Norsgaard til at begynde som cykelrytter, da hun var syv år.

## Meritter
2017
3. plads, DM i enkeltstart for U23
2. plads, Duo Normand (med Mikkel Bjerg)
1. plads, Chrono des Nations for U23
2018
1. plads,  DM i enkeltstart for U23
2019
1. etape, Tour de l'Avenir
1. plads, Duo Normand (med Rasmus Quaade)
2022
1.  Dansk mester i enkeltstart
2023
1. plads, Grand Prix Herning